# South African Lipizzaners

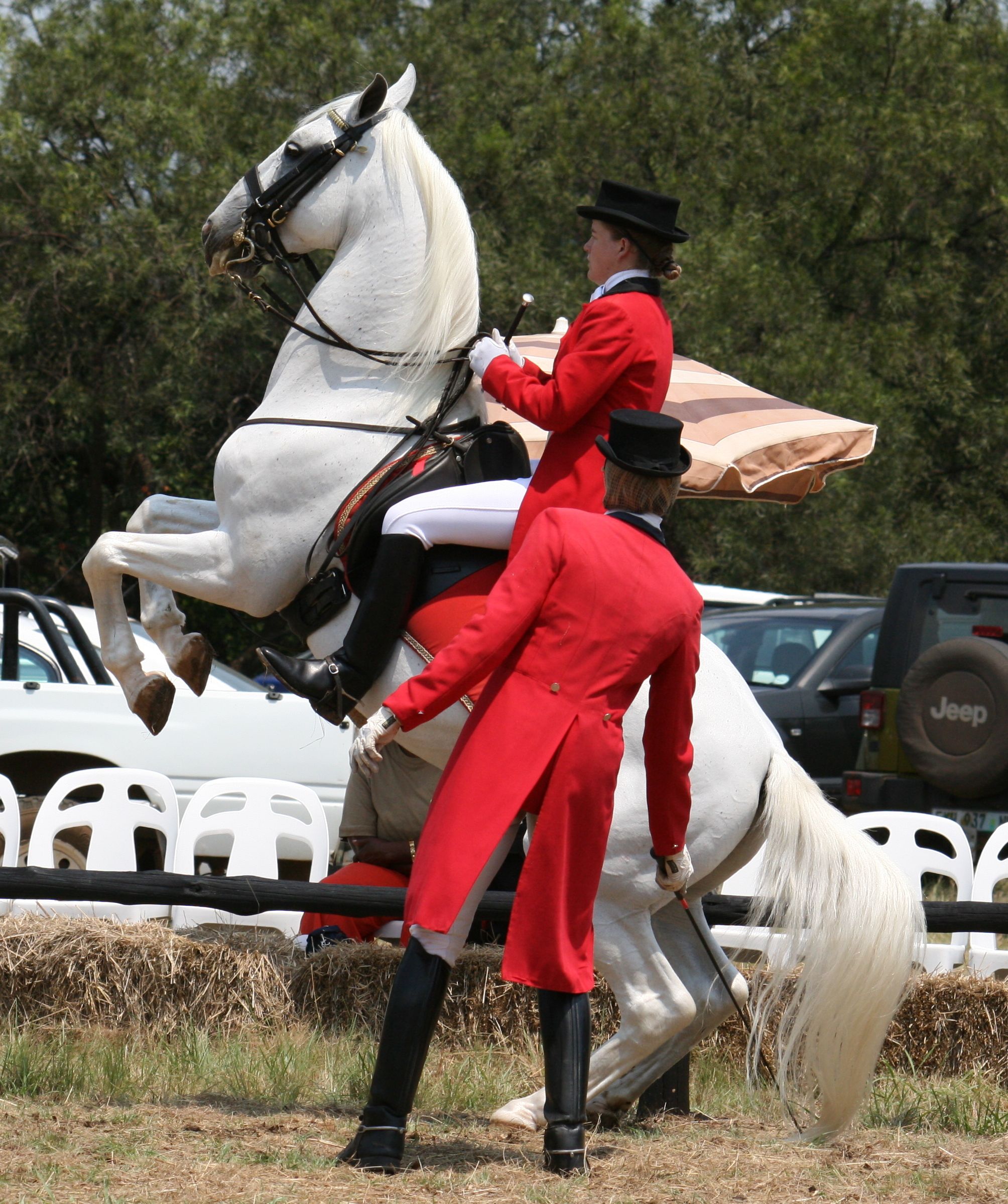
Bereiterin Lesley Steffen auf Pluto Montenegra in der Pesade

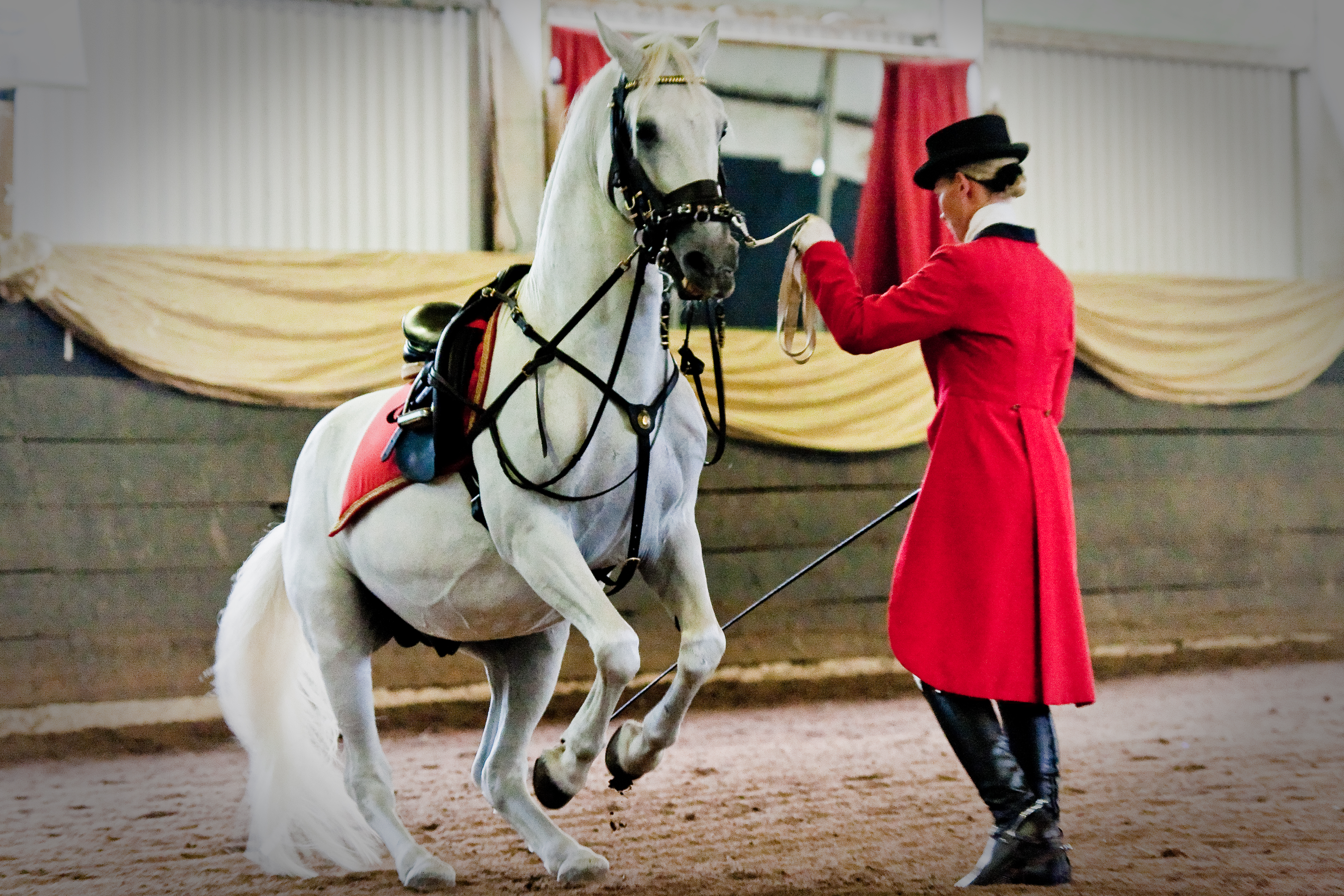
Bereiterin Simone Howarth und Maestoso Erdem in der Levade

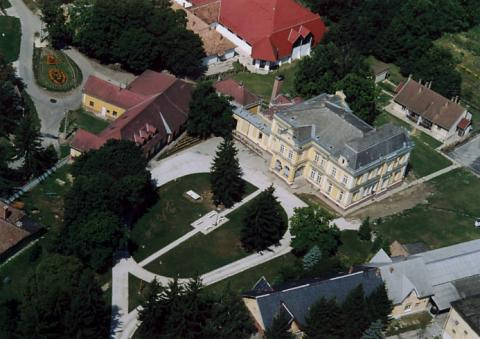
Schloss Jankovich-Bésán in Öreglak

Die South African Lipizzaners sind eine Reitschule nach klassischem Vorbild in Kyalami, in Johannesburg, Südafrika. Im Gegensatz zu anderen Reitschulen, reiten und trainieren vorwiegend Frauen die rund 40 Lipizzaner-Hengste. Öffentliche Vorstellungen der Hohen Schule finden wöchentlich statt. Der Reitschule ist ein Gestüt angegliedert, das die Reitschule mit Pferden versorgt.
Die südafrikanischen Lipizzaner gehen auf zwei osteuropäische Kriegsflüchtlinge zurück, die sich beide nach dem Zweiten Weltkrieg in Südafrika ein neues Leben aufbauten: der Pferdezüchter Graf Elemér Jankovich-Bésán de Pribér aus Ungarn und der Pferdetrainer George Iwanowski aus Polen.

## Zuchtgeschichte
Die Grafen Jankovich-Bésán züchteten lange Zeit Lipizzaner. Mit Tulipan Tulipan brachte sie einen der acht Stammhengste der Lipizzaner hervor. Tulipan begründete eine Blutlinie, die seinen Namen trägt.
Um 1890 wurde das Familiengestüt in Terezovac (Kroatien) wegen Erbschaftsangelegenheiten aufgeteilt. Daraufhin wurde zweites Gestüt im nahegelegenen Čabuna (Kroatien) gegründet. In den späten 1920er Jahren wurde das slawonischen Eigentum der Familie Jankovich-Bésán aufgelöst und die Pferdezucht wurde daraufhin in das Dorf Öreglak im Kreis Fonyód, in der Nähe des Plattensees in Ungarn verlegt.
1944 zwang der Vormarsch der Roten Armee Jankovich-Bésán zur Flucht. Er nahm sechs seiner Lipizzaner-Stuten und zwei Hengste von Öreglak mit um 400 km weit ins bayerische Sünching fliehen, wo sich das Gestüt seiner Schwiegereltern befand. Später ging die Flucht weiter ins englische Dorset, wo die Pferde zu Weihnachten 1946 auf dem Anwesen des  11. Lord Digby untergebracht werden konnten. Weihnachten 1948 verließ Jankovich-Bésán mit seinen Pferden Europa in Richtung Südafrika. Dort ließ er sich mit seiner Lipizzanerherde in Mooi River in KwaZulu-Natal nieder und züchtete mit seinen Lippizanern weiter. Allerdings musste Jankovich-Bésán seine Lipizzanerzucht später aus finanziellen Gründen verkaufen.

### Lippizanerzucht in Südafrika im 21. Jahrhundert
Die Lippizanerzucht der South African Lipizzaners befindet nun in Hartbeespoort, in der Nähe des Hartbeespoort-Stausees, wo sich 2018 elf Zuchtstuten befanden, Nachkommen der Lipizzanerzucht von Jankovich-Bésán. In Südafrika gab es 2018 insgesamt nur 14 aktive, registrierte Lipizzaner Zuchtstuten. Obwohl in der Lippizanerzucht sonst der Natursprung üblich ist, wird auch mit europäischem Samen besamt, da der Genpool sonst zu klein ist. Da die südafrikanische Zucht lange von anderen Weltregionen abgeschnitten war, ist sie ein Genpool für europäische Lipizzaner-Gestüte.
Zwei Lipizzaner Stutenfamilien, Czirka und Ercel, sind weltweit ausgestorben und haben nur in Südafrika überlebt.

## Geschichte

### Reitkunst
George Iwanowski (* 13. März 1907, † 28. Mai 2008) wurde auf dem Anwesen seiner Familie in Lebiodka, Ost-Polen (heute Belarus), geboren. Er promovierte auf der Hochschule für Landwirtschaft in Warschau und schrieb eine Diplomarbeit über Pferdezucht. Nach zwei Jahren als Vize-Direktor am polnischen Nationalgestüt Bogusławice absolvierte er die Kavallerie-Schule und ging zur Armee als Kavallerieoffizier, wo er bis zum Major aufstieg. Nach dem Zweiten Weltkrieg übernahm er für zwei Jahre das Gestüt Lauvenburg im Rheinland. Danach ging er nach Südafrika. Iwanowski gründete gemeinsam mit Josy Hicks die Centaur Stables in Johannesburg, die später das erste Zuhause der South African Lipizzaners werden sollten.

### Entstehung der South African Lipizzaner
1951 trafen Graf Jankovich-Bésán und Georg Iwanowski auf der Royal Agricultural Show in Pietermaritzburg und lud Iwanowski auf seine Farm in Mooi River. Dort bot er ihm den Lipizzanerhengst Maestoso Erdem zur Ausbildung an. Iwanowski bildete den Hengst bis zur Hohen Schule aus und gewann sechsmal die Südafrikanischen Landesmeisterschaften in der Dressur. Das Lipizzaner-Team entstand, als einige Schülerinnen von Iwanowski ihre eigenen Hengste von Graf Jankovich kauften und 1957 trat die Lipizzaner-Equipe, bestehend aus Iwanowski und drei seiner Schülerinnen, auf der Rand Easter Show zum ersten Mal auf. Von diesem bescheidenen Anfang an wuchs die Equipe und trat regelmäßig auf Landwirtschaftsausstellungen auf, bis das Südafrikanische Lipizzanerzentrum gegründet wurde. Iwanowski hatte auch Pläne für die Zucht von Lipizzanern in Südafrika und den Erhalt des Gestüts von Graf Jankovich-Bésán. Iwanowski arbeitete eng mit der Spanischen Hofreitschule in Wien zusammen. Das begann 1957, als er Oberst Hans Handler kennenlernte. Handler war der erste, der die damals noch junge Equipe unterrichtete. Später unterstützte der Leiter der Reitbahn und fünffache Österreichische Staatsmeister im Dressurreiten Ernst Bachinger die Equipe und der Oberbereiter Ignaz Lauscha trainierte mehr als fünfzehn Jahre lang die Equipe. Die Bereiter Hubert Eichinger und Andreas Hausberger wirkten ebenfalls als Ausbilder in Südafrika. Jedes Jahr kam ein Ausbilder der Spanischen Hofreitschule in Wien, um die südafrikanische Equipe zu trainieren. Einige Reiterinnen der ersten Stunde sind Mietie von Hartesveldt, Margie Widman, Ann Sutton, Lynn Jarmen, Gill Meyer, Anne Webb, Ania Glintenkamp, Eva Sydow, Carol Kretzschmar, Maureen Quinn, Helen Dalgliesh und Valerie Welsh. Ursprünglich engagierten sich ausschließlich Reiterinnen, weil die Männer das Brot verdienen mussten und deshalb keine Zeit hatten, um ehrenamtliche Bereiter zu werden. Aufgrund des gesellschaftlichen Wandel gibt es in zwischen sowohl männliche als auch schwarze Reiter und Bereiterinnen.
Mit Hilfe des Sponsors National Chemical konnte das Lipizzanerzentrum in Kyalami um 1960 aufgebaut werden, wo die Lipizzaner monatlich in einer Freiluftarena und weiterhin bei Ausstellungen auftraten. Die Hengste wurden in Kyalami ausgebildet und die Stuten blieben auf dem Gestüt in Mooi River. 1969 konnte Iwanowski in Kyalami die erste Reithalle bauen.